# Djaber Kaâssis
Djaber Kaâssis (en arabe : جابر كعسيس) est un footballeur algérien né le 3 mai 1999 à Constantine en Algérie. Il évolue au poste d’ailier gauche au CR Belouizdad.

## Biographie
Djaber est un joueur polyvalent, il peut occuper tous les postes sur le côté gauche mais aussi le poste de milieu offensif.
Le 11 décembre 2020, il fait ses débuts professionnels en faveur du Paradou AC, en entrant en jeu contre le MC Alger.
Il est appelé en équipe A' pour la première fois par Madjid Bougherra pour la double confrontation contre l'équipe du Togo A’. 

## Statistiques
| Saison                | Club                  | Championnat           | Championnat | Championnat | Championnat | Coupe(s) nationale(s) | Coupe(s) nationale(s) | Coupe(s) nationale(s) | Compétition(s) continentale(s) | Compétition(s) continentale(s) | Compétition(s) continentale(s) | Compétition(s) continentale(s) | Total | Total | Total |
| Saison                | Club                  | Division              | M.          | B.          | P.d.        | M.                    | B.                    | P.d.                  | Comp.                          | M.                             | B.                             | P.d.                           | M.    | B.    | P.d.  |
| 2020-2021             | Paradou AC            | 1                     | 13          | 0           | 1           | 0                     | 0                     | 0                     | -                              | -                              | -                              | -                              | 13    | 0     | 1     |
| 2021-2022             | Paradou AC            | 1                     | 25          | 0           | 6           | -                     | -                     | -                     | -                              | -                              | -                              | -                              | 25    | 0     | 6     |
| Total sur la carrière | Total sur la carrière | Total sur la carrière | 38          | 0           | 7           | 0                     | 0                     | 0                     | -                              | -                              | -                              | -                              | 38    | 0     | 7     |